# Ginásio Marcelo Mioso
O Ginásio Marcelo Mioso, oficialmente denominado Ginásio Municipal Professor Marcelo Mioso, é uma arena poliesportiva brasileira localizada no município de Santo Ângelo, no Rio Grande do Sul. Com a reforma concluída em 2012, a capacidade do ginásio passou para 5.000 lugares.
A Associação Santo Ângelo de Futsal (ASAF), equipe que disputa o Campeonato Gaúcho de Futsal, realiza seus treinos nesse ginásio, sendo igualmente utilizado para a realização de partidas do referido campeonato.

## Reforma
Em 2003, a estrutura havia sido interditada, devido a sua precária situação. As obras de reforma e ampliação iniciaram em 2006, sendo concluídas em 2012, com um custo total de R$ 3,5 milhões. Com isso, a capacidade passou de 2.000 para 5.000 espectadores.
A quadra obedece às dimensões oficiais, e está apta a receber jogos de futsal, voleibol e basquetebol. Junto ao ginásio fica o Departamento Municipal de Esportes, o Museu do Esporte e um Centro de Treinamento de levantamento de peso olímpico.

## Eventos realizados
- "Desafio Top Four Pró-Vôlei de Campeões" (27 de setembro de 2012) – participação das equipes RJX (Rio de Janeiro), Vivo/Minas (Minas Gerais), Canoas (Rio Grande do Sul) e Drean Bolívar (Argentina).[2][3]
- Final (1ª partida) do Campeonato Gaúcho de Futsal - Série Prata 2012 (27 de outubro de 2012) – ASAF 4 x 3 ACAFUTSAL.[4]
- Copa Nacional de Clubes de vôlei feminino (Projeto Pró-Volei):[5]
  - 25 de setembro de 2024 – Sesc RJ/Flamengo 3 x 0 Unilife Maringá[6]
  - 26 de setembro de 2024 – Gerdau Minas 2 x 3 Unilife Maringá[7]